# Panne de Facebook (2021)

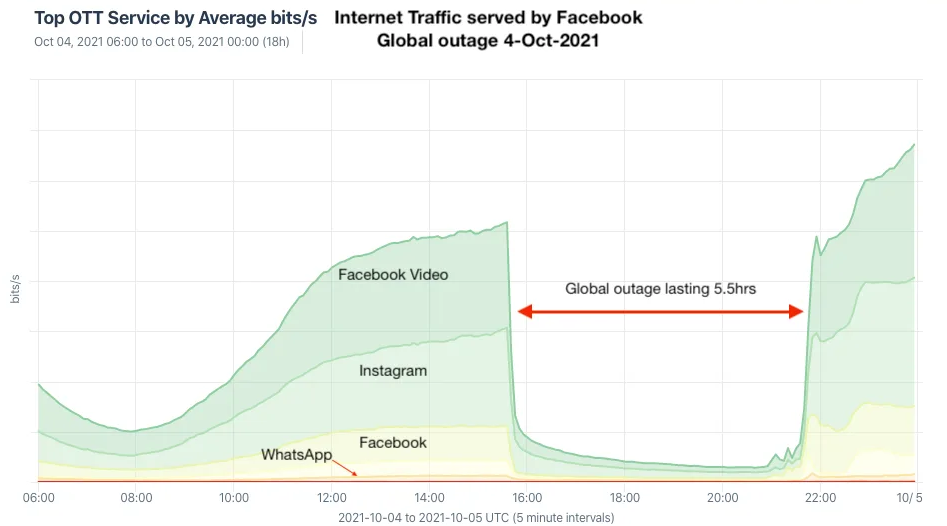
Volume de trafic pour les services Facebook lors de la panne mondiale du 4 octobre 2021.

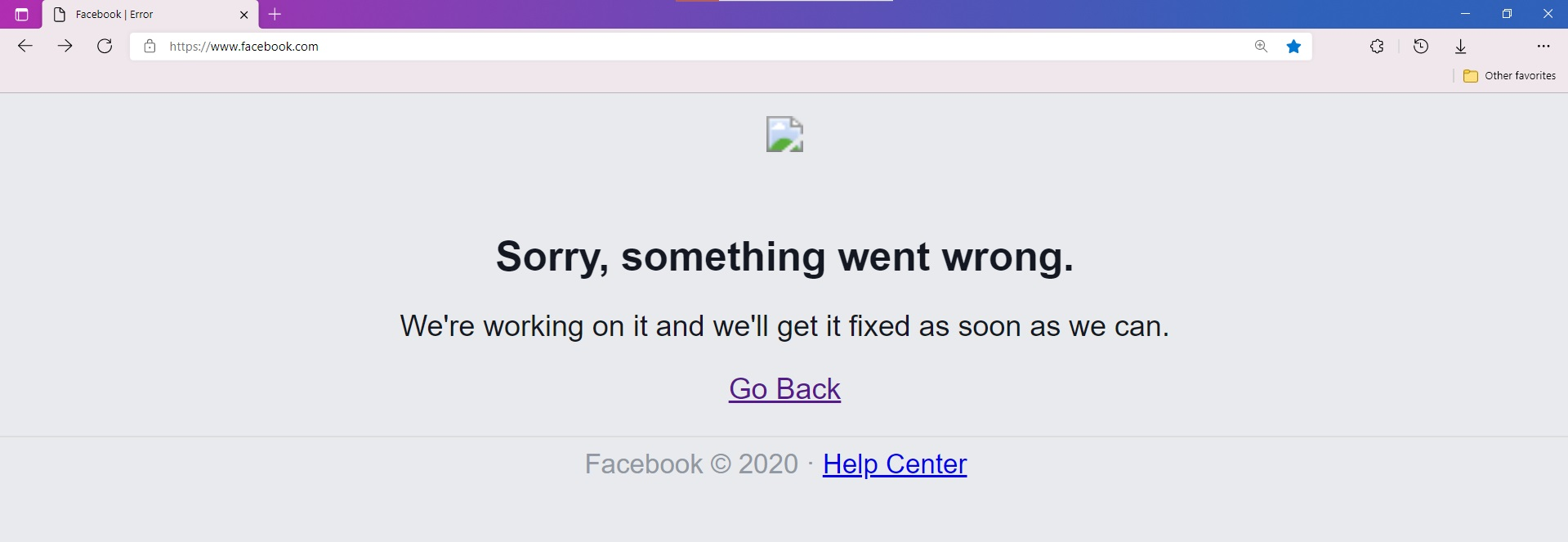
Page d'accueil Facebook pendant la panne

Lors de la panne de Facebook du 4 octobre 2021 à 15 h 39 UTC (17 h 39 CEST), le réseau social et ses filiales, Messenger, Instagram, WhatsApp, Mapillary et Oculus, sont devenus globalement indisponibles pendant 7 heures,. La panne a également empêché toute personne d'utiliser « Se connecter avec Facebook » pour accéder à des sites tiers. Pendant la panne, de nombreux utilisateurs ont afflué sur Twitter, Discord et Telegram, entraînant des perturbations sur les serveurs de ces applications,,. La panne a été causée par la perte de routes IP vers les serveurs DNS de Facebook, qui étaient tous hébergés chez Facebook eux-mêmes à l'époque,. Le routage BGP (Border Gateway Protocol) a été restauré pour les préfixes concernés vers 20 h 50 UTC, et les services DNS ont recommencé à être disponibles à 21 h 5 UTC, mais les services de couche applicative ont été lentement restaurés sur Facebook, Instagram et WhatsApp plus d'une heure plus tard, la panne ayant duré plus de sept heures au total.

## Causes

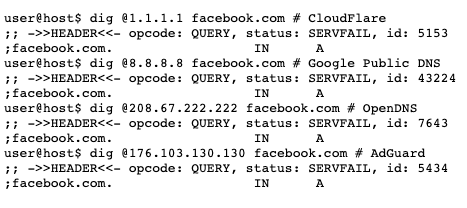
Erreur « SERVFAIL » retournée pour le nom de domaine facebook.com par plusieurs serveurs DNS récursifs.

Les experts en sécurité ont identifié le problème comme un retrait BGP (Border Gateway Protocol) des préfixes d'adresse IP dans lesquels les serveurs DNS (Domain Name System) de Facebook étaient hébergés, rendant impossible pour les utilisateurs de résoudre les noms de domaines de Facebook et sites associés, et d'accéder à leurs services,. Les effets étaient visibles à l'échelle mondiale ; par exemple, le fournisseur d'accès à Internet suisse Init7 a enregistré une baisse massive du trafic Internet vers les serveurs de Facebook après la modification BGP.
Cloudflare a rapporté qu'à 15 h 39 UTC (17 h 39 CEST), Facebook a effectué un nombre important de mises à jour BGP, y compris le retrait des routes vers les préfixes IP, ce qui comprenaient tous leurs serveurs de noms faisant autorité. Cela a rendu les serveurs DNS de Facebook inaccessibles depuis Internet. À 15 h 50 UTC (17 h 50 CEST), les noms de domaines de Facebook avaient expiré des caches de tous les principaux résolveurs publics. Un peu avant 21 h UTC (23 h CEST), Facebook a repris l'annonce des mises à jour BGP, le nom de domaine de Facebook pouvant de nouveau être résolu à 21 h 5 UTC (23 h 5 CEST).
Vers 22 h 45 UTC (0 h 45 CEST), Facebook et leurs services associés étaient à nouveau disponibles.

## Impact
La panne a coupé les communications internes de Facebook, empêchant les employés d'envoyer ou de recevoir des e-mails externes, d'accéder à leurs dossiers partagés et de s'authentifier auprès de certains services comme Google Docs et Zoom,. Le New York Times a rapporté que les employés n'étaient pas en mesure d'accéder aux bâtiments et aux salles de conférence avec leurs badges de sécurité. Le site Downdetector, qui surveille les pannes de réseau, a enregistré des dizaines de milliers d'incidents à travers le monde,. Steve Gibson, un chercheur en sécurité, a déclaré qu'une « Une mise à jour BGP de routine a mal tourné » bloquant l'accès « aux personnes ayant un accès à distance » aux serveurs, les empêchant de corriger l'erreur tandis que les personnes ayant un accès physique n'ont pas les autorisations nécessaires pour corriger l'erreur eux-mêmes.
Le service DNS public de Google a également ralenti en raison de la panne, tandis que les utilisateurs de Gmail, TikTok et Snapchat ont également connu des ralentissements. CNBC a rapporté que la panne était la pire vécue par Facebook depuis 2008. Le jour de la panne, les actions de la société ont chuté de près de 5 % et la fortune du PDG de Facebook, Mark Zuckerberg, a chuté de plus de 6 milliards de dollars,. Même si la cause de cette baisse est aussi liée aux révélations de Frances Haugen.

## Réponse

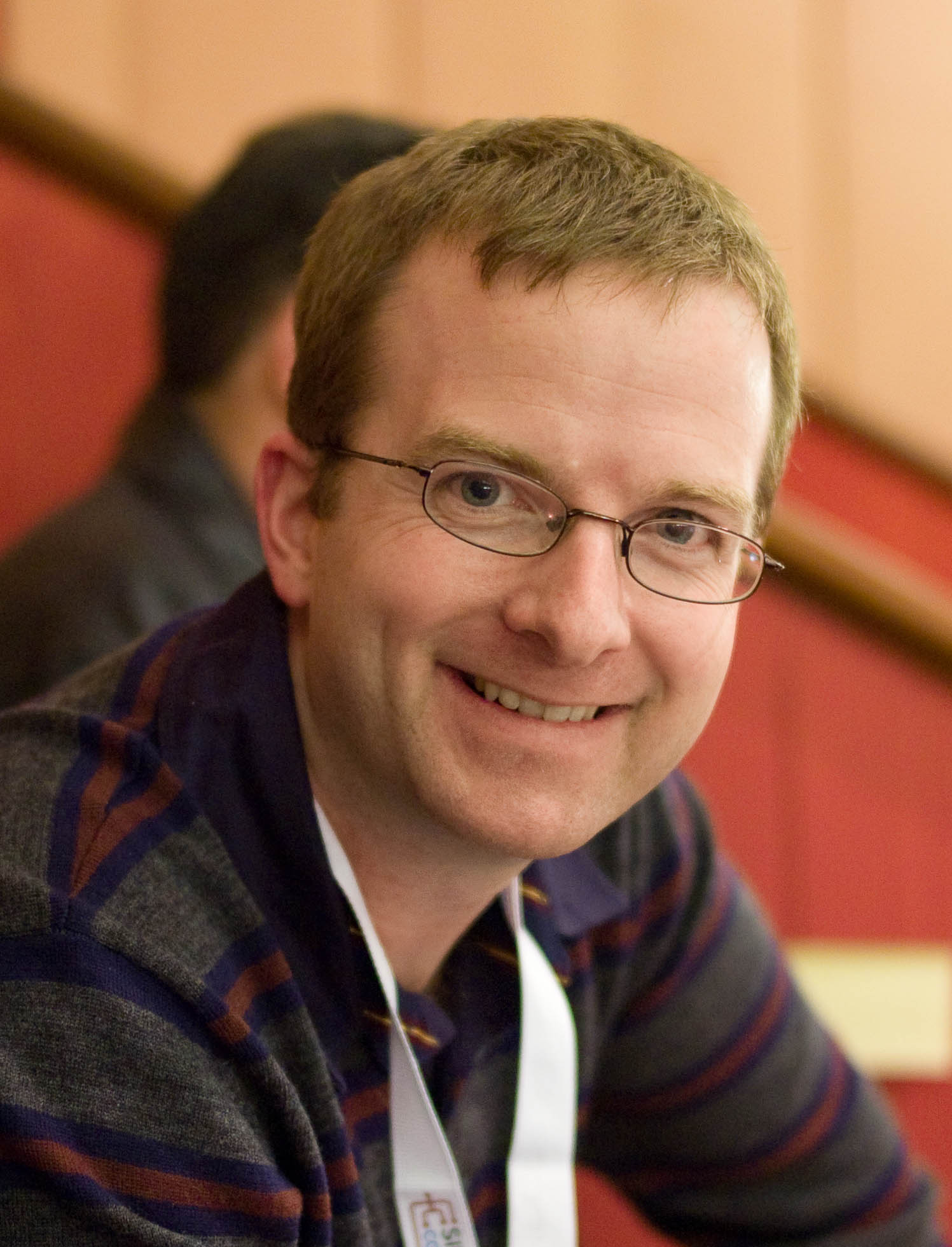
Mike Schroepfer en 2010.

Le directeur de la technologie de Facebook, Mike Schroepfer, écrit des excuses après que le temps d'arrêt s'est prolongé pendant plusieurs heures, déclarant : « Les équipes travaillent aussi vite que possible pour déboguer et restaurer aussi vite que possible. ».
Les utilisateurs de Twitter et de Telegram ont signalé un ralentissement des temps de réponse, qui serait dû au fait que des personnes utilisant normalement les services de Facebook ont basculé vers ces services.

## Voir également
- Frances Haugen